# Лондонська конвенція про запобігання забрудненню моря скидами відходів та інших матеріалів
Конвенція про запобігання забрудненню моря скидами відходів та інших матеріалів або Лондонська конвенція 1972 року була прийнята з метою сприяти ефективній боротьбі з усіма джерелами забруднення моря та вживанню усіх можливих заходів для попередження забруднення моря скидами відходів та інших матеріалів, які можуть складати небезпеку для здоров'я людини, завдати шкоди живим ресурсам та життю в морі, завдати шкоди зонам відпочинку чи перешкоджати іншим законним видам використання моря (ст. 1).

## Дата і місце прийняття
29 грудня 1972 року, м. Москва (Росія), м. Вашингтон (США), м. Лондон (Велика Британія), м. Мехіко (Мексика)

## Дата набрання чинності
6 березня 1976 року

## Дата ратифікації/приєднання України
5 лютого 1976 року (дата здачі документу про ратифікацію).

## Дата набрання чинності для України
6 березня 1976 року

## Сторони (станом на 1 вересня 2008 року)
85 сторін: Австрія, Азербайджан, Антигуа і Барбуда, Аргентина, Афганістан, Барбадос, Бельгія, Білорусь, Болгарія, Болівія, Бразилія, Вануату, Велика Британія, Габон, Гаїті, Гватемала, Гондурас, Греція, Данія, Домініканська Республіка, Екваторіальна Гвінея, Єгипет, Іран, Ірландія, Ісландія, Іспанія, Італія, Йорданія, Кабо-Верде, Канада, Кенія, Кірибаті, Китай, Кіпр, Демократична Республіка Конго, Корея (Республіка), Коста-Рика, Кот-д'Івуар, Куба, Лівія, Люксембург, Мальта, Марокко, Мексика, Монако, Науру, Нігерія, Нідерланди, Німеччина, Нова Зеландія, Норвегія, Об'єднані Арабські Емірати, Оман, Пакистан, Панама, Папуа Нова Гвінея, Перу, Південноафриканська Республіка, Польща, Португалія, Російська Федерація, Сейшельські острови, Сент-Вінсент і Гренадини, Сент-Люсія, Сербія, Словенія, Соломонові острови, Суринам, США, Сьєрра-Леоне, Танзанія, Тонга, Туніс, Угорщина, Україна, Філіппіни, Фінляндія, Франція, Хорватія, Чилі, Чорногорія, Швейцарія, Швеція, Ямайка, Японія

## Поправки, протоколи
- Поправки 1978 року
- Поправка 1980 року
- Поправка 1989 року
- Поправка 1993 року
- Поправка 1995 року
- Поправка 2006 року
- Протокол 1996 року

## Органи, що діють у рамках міжнародно-правового акту
- Нарада договірних держав
- Секретаріат (ІМО)
- Експертні та наукові робочі групи

## Коротка характеристика
Конвенція забороняє скид небезпечних відходів та матеріалів, включених до Додатку l (зокрема, радіоактивні та з високим рівнем радіації, так званий «чорний список»). Для відходів та матеріалів, включених до Додатку ll (зокрема, що містять свинець, цинк, цианіди та ін.), необхідний спеціальний дозвіл, для видачі якого кожна держава призначає спеціальний орган, а для скиду інших відходів — загальний дозвіл. Такі органи не лише видають дозволи, але й ведуть облік характеристик та кількості усіх матеріалів, на які наданий дозвіл, місця, часу та методу їх скиду. Спеціальний та загальний дозвіл видається лише після ретельного вивчення факторів, вказаних у Додатку lll (ст. lV, Vl). Скид — це будь-яке умисне видалення в море відходів чи інших матеріалів з суден, літаків, платформ чи інших штучних конструкцій у морі, а також умисне захоронення в морі самих суден, літаків, платформ чи конструкцій (ст. lll (1)).
Держава повинна забезпечити виконання вимог Конвенції суднами та літаками, які зареєстровані чи завантажені на її території, а також платформами, що знаходяться під її юрисдикцією (ст. Vll).
Конвенція не застосовується до видалення відходів, що виникають у процесі видобутку мінеральних ресурсів морського дна (ст. lll (1)). Окрім того, скид відходів дозволяється для забезпечення безпеки людей, суден, літаків чи платформ у надзвичайних ситуаціях (наприклад, негода) (ст. V).
У 1996 році був прийнятий Протокол до Конвенції, який заміняє Конвенцію (для держав, що є його сторонами). Він вводить новий підхід у регулювання питання скидів відходів у море — підхід, що базується на принципі перестороги. Це передбачає необхідність вжити усіх належних превентивних заходів, якщо є підстава вважати, що такі відходи чи матеріали ймовірно завдадуть шкоди, навіть якщо немає конкретних доказів причинно-наслідкового зв'язку між скидами та їх наслідками (ст. 3). Протокол закріплює жорсткіший режим скиду відходів у море шляхом встановлення загальної заборони скидів будь-яких відходів у море та їх спалювання (включаючи заборону експорту в інші країни для захоронення чи спалювання на морі), за винятком тих відходів, які прямо зазначені у ньому (ст. 4). Україна не є стороною Протоколу 1996 року.

## Імплементація на національному рівні
Охорона внутрішніх морських вод та територіального моря є предметом регулювання низки кодексів України. Зокрема, Водний кодекс України від 6 червня 1995 року № 213/95-ВР передбачає, що у внутрішні морські води та територіальне море забороняється скидати з суден і плавучих засобів, платформ та інших морських споруд і повітряних суден хімічні, радіоактивні та інші шкідливі речовини, а також радіоактивні або інші відходи, матеріали, предмети та сміття, які можуть спричинити забруднення моря (ст. 102). Аналогічна заборона щодо скидання з повітряних суден шкідливих для здоров'я людей, навколишнього природного середовища речовин або інших відходів і матеріалів передбачена у Повітряному кодексі України від 4 травня 1993 року № 3167-Xll (ч. 4 ст. 54).
В Україні передбачена адміністративна відповідальність за порушення вимог щодо охорони територіальних та внутрішніх морських вод від забруднення і засмічення. Згідно з ст. 59 Кодексу України про адміністративні правопорушення від 7 грудня 1984 року № 8073-X адміністративна відповідальність настає за:
- забруднення і засмічення територіальних і внутрішніх морських вод внаслідок скидів з суден, здійснених без дозволу спеціально уповноважених на те державних органів або з порушенням встановлених правил;
- проведення навантажувальних та розвантажувальних робіт, що можуть призвести до забруднення територіальних і внутрішніх морських вод, без дозволу органів державного контролю в галузі охорони навколишнього природного середовища, якщо одержання такого дозволу передбачено законодавством України;
- неповідомлення адміністрації найближчого порту України про проведення внаслідок крайньої необхідності без належного на те дозволу скидання у море шкідливих речовин з судна або іншого плавучого засобу, повітряного судна, платформи чи іншої штучно спорудженої у морі конструкції, а у випадках скидання з метою поховання — і органу, який видає дозволи на таке скидання, одразу після здійснення або в ході здійснення такого скидання.

Охорона внутрішніх морських вод та територіального моря від забруднення та засмічення здійснюється відповідно до правил, що затверджуються Кабінетом Міністрів України, інших актів законодавства. 19 лютого 1996 року Кабінет Міністрів України Постановою № 269 затвердив Правила охорони внутрішніх морських вод і територіального моря України від забруднення та засмічення, 29 березня 2002 року прийнято їхню нову реакцію згідно з Постановою Кабінету Міністрів України № 431. Ці Правила встановлюють вимоги щодо запобігання забрудненню та засміченню внутрішніх морських вод і територіального моря України підприємствами, установами, організаціями всіх форм власності, громадянами України, а також іноземними юридичними і фізичними особами та особами без громадянства, українськими та іноземними суднами, які перебувають у цих водах. Правила передбачають охорону внутрішніх морських вод і територіального моря України від забруднення та засмічення як із суден, так і береговими об'єктами. Для забезпечення виконання вимог чинного законавства України щодо охорони навколишнього природного середовища та безпечного мореплавства 27 травня 2005 року Наказом № 257 Міністерство транспорту та зв'язку України затвердило Правила технічної експлуатації портових гідротехнічних споруд.